# طوقه (گره)

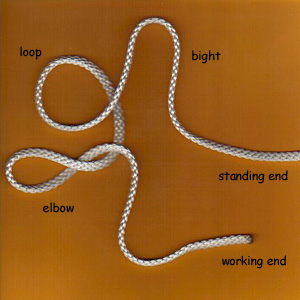
در این تصویر طوقه (Loop) به صورت دایره‌ای دیده می‌شود. بخش تاشدۀ طناب، حلقه (Bight) نامیده می‌شود.

در اشاره به گره‌ها، طوقه در یکی از معانی زیر بکار می‌رود:
- یکی از شکل‌های اصلی به شکل دایره که در جریان گره زدن به طناب داده می‌شود.
- نوعی از گره که برای ایجاد یک دایره بسته در یک خط استفاده می‌شود.